# ميان محلة (بالا خيابان ليتكوة)
میان محلة (بالفارسية: میان‌محله) هي قرية تقع في إيران في قسم بالا خیابان لیتکوة الريفي. يقدر عدد سكانها بـ 213 نسمة .